# Psittacastis
Psittacastis is een geslacht van vlinders van de familie sikkelmotten (Oecophoridae), uit de onderfamilie Depressariinae.

## Soorten
- P. argentata Meyrick, 1921
- P. cosmodoxa Meyrick, 1921
- P. championella (Walsingham, 1912)
- P. eumolybda Meyrick, 1926
- P. eurychrysa Meyrick, 1909
- P. gaulica Meyrick, 1909
- P. incisa (Walsingham, 1912)
- P. molybdaspis Meyrick, 1926
- P. pictrix Meyrick, 1921
- P. propriella (Walker, 1864)
- P. pyrsophanes Meyrick, 1936
- P. stigmaphylli (Walsingham, 1912)
- P. superatella (Walker, 1864)
- P. trierica Meyrick, 1909